# 聖誕鐘買滙豐
聖誕鐘，買滙豐，香港股市常見名詞，其中「鐘」和「豐」在粵語上是押韻，是指傳統上在每年聖誕節前後（即12月尾至1月初）買入滙豐控股的股票，其股價或會有較好的投資回報，這情況在牛市上通常見效。美國股市同類理論叫。

## 因素
傳統上「聖誕鐘，買滙豐」是基於以下因素：

### 基本因素
- 滙豐通常在11月宣佈第三季度業績，由於第三季是傳統股市季，加上滙豐投資收入增，所以第三季業績多數做好。
- 由於每年第四季是傳統多個行業的資金週轉較為困難，銀行多數也會大做第三季及第四季借貸、融資及資本開支性生意，所以銀行下半年收入多比上半年好。
- 滙豐一年共派四次股息，年底可以有其中一次派息，故吸引投資者買入。
- 市場通常對滙豐下年初的業績有憧憬，各大投資銀行多唱好滙豐的預測市盈率。
- 年尾時市場上的傳統游資較多，游資多生意多，銀行同業拆息自然會回落，大大降低企業借貸成本。

### 非基本因素
- 基金經理在年結或季結時做好其投資回報，所以多買入滙豐等大型藍籌股，以推高恆生指數，在期指上賺錢。
- 資金在每年年尾多流入亞洲市場，滙豐等大型藍籌股通常較受吹捧。

## 次按危機拖累滙豐
隨著美國在2007年起爆發次級按揭危機，對擁有較多次級按揭業務的滙豐控股有負面影響，市場一直擔心滙豐可能被次按影響其盈利前景，被多間大型投資銀行降低評級，所以自2007年11月起拖累股價由$150多港元的高位跌至$120港元以下。市場普遍認為「聖誕鐘，買滙豐」已經失效，相反卻流傳出「聖誕鐘，沽滙豐」的口號。